# Malthinus impressithorax
Malthinus impressithorax es una especie de coleóptero de la familia Cantharidae.

## Distribución geográfica
Habita en Argelia.